# تنگ‌سوک
تنگ‌سوک، روستایی است از توابع بخش ارم در شهرستان دشتستان استان بوشهر ایران.

## جمعیت
این روستا در دهستان ارم قرار داشته و براساس سرشماری سال ۱۳۸۵ جمعیت آن ۳۹نفر (۸خانوار) می‌باشد.